# Тайный круг (телесериал)
«Та́йный круг» (англ. The Secret Circle) — американский телесериал по мотивам серии одноимённых романов писательницы Лизы Джейн Смит, премьера которого состоялась 15 сентября 2011 года, сразу же после первой серии третьего сезона сериала «Дневники вампира».
11 мая 2012 года сериал был закрыт из-за низких рейтингов.

## Сюжет
Мир Кэсси Блейк переворачивается с ног на голову после того, как её мать погибает при загадочных обстоятельствах. Это вынуждает Кэсси переехать к её бабушке Джейн в городок Чэнс Харбор, Вашингтон. Пытаясь примириться со своей новой жизнью, Кэсси быстро находит общий язык с Дианой Мид, своей милой одноклассницей, которая предлагает Кэсси освоиться и знакомит её с «дрянной девчонкой» Фэй, её закадычной подругой Мелиссой и Ником, который является соседом Кэсси. Все осложняется, когда Кэсси встречается с Адамом, парнем Дианы, с которым она чувствует внезапную и сильную связь.
После того, как она встречается со школьной подругой своей матери Дон Чемберлен, которая является директором школы и матерью Фэй, Кэсси начинает интересоваться, почему её мама никогда не рассказывала ей о городе, в котором прошло её детство. Когда начинают происходить странные и загадочные вещи, новые друзья Кэсси вынуждены рассказать ей свой секрет — все они ведьмы, и с появлением Кэсси Круг станет полным. Однако, то, что Круг вновь соединился, вовсе не случайность. Их родители имеют свои планы на силу их Круга…

## В ролях

### Основной состав
- Кассандра «Кэсси» Блейк (Бритт Робертсон) — недавно открывшаяся ведьма, которая после смерти её матери, Амелии, переезжает в город Ченс Харбор, штат Вашингтон. Хоть Кэсси первоначально не воспринимает и не верит в мысль о том, что она ведьма, позже она начинает принимать свою судьбу и мистическое наследие её семьи, которая восходит от истоков колдовства по стороне её матери. Она узнаёт, что её отец, Джон Блеквелл, происходит от длинной линии магов Балкойнов, которые обладали темной магией. Является сестрой Дианы Мид и фамильным предводителем Круга[3].
- Диана Мид (Шелли Хенниг) — ведьма, ответственный и строгий нынешний лидер Круга. После знакомства с Кэсси обе девушки сразу стали друзьями. Тем не менее, она замечает влечение между Кэсси и Адамом, который был её давним бойфрендом, хотя и отрицал, что влечение между ним и Кэсси происходит. Оказывается сестрой Кэсси Блейк, вторым ребенком Джона Блэквелла в кругу и также обладает темной магией, что очень огорчает её[4]. В конце сезона уезжает с Грантом.
- Адам Конант (Томас Деккер) — маг, член Тайного Круга. После знакомства Адама с Кэсси, оба чувствуют влечение друг к другу, несмотря на его давние отношения с Дианой Мид. Адам заставляет Кэсси присоединиться к Кругу, помогая ей открыть её скрытую магическую силу. Он признается Кэсси в своих чувствах и начинает с ней встречаться, проявляя истинную заботу, имеет хорошие, дружеские отношения с Дианой[5].
- Фэй Чемберлен (Фиби Тонкин) — эксцентричная и вольная ведьма, которая любит использовать свою силу легкомысленно и эгоистично. У Фэй часто случаются проблемы с силой. Они лучшие друзья с Мелиссой. Фэй не верит Диане, которая является лидером Круга, и первоначально не хочет его связывать, до тех пор, пока её силы чуть не убили человека. На протяжении всего сезона, Фэй пытается вернуть свою индивидуальную силу любыми способами, а также заново завоевать обольстителя Джейка, который бросил её два года назад[6].
- Мелисса Глейзер (Джессика Паркер Кеннеди) — ведьма, член круга, бывшая подруга Дианы Мид. Долгое время была в тени Фэй Чемберлен, но постепенно осознает, что ей надо стать самостоятельной личностью. Влюбляется в Ника Армстронга, с которым до этого только спала, и начинает с ним встречаться[7].
- Николас «Ник» Армстронг (Луис Хантер) — член Круга, младший брат Джейка Армстронга. В детстве потерял обоих родителей из-за пожара на корабле. Сосед Кэсси Блейк. После того, как приехала Кэсси, он «шпионил» за ней по просьбе Адама. Несмотря на поведение плохого парня, Ник питал нежные чувства к Мелиссе Глейзер. Был убит Дон Чемберлен и Чарльзом Мидом после того, как в него вселился демон, так как демон может быть либо сожжен, либо утоплен. К концу сезона выясняется, что маг-предатель и есть Ник, в теле которого все это время поддерживал жизнь демон. Без демона внутри Ник жить не может, поэтому и пошел на сделку с Эбеном и хотел отдать ему один из кристаллов. Был повторно и окончательно убит Мелиссой при нападении на собственного брата Джейка[8].
- Джейкоб «Джейк» Армстронг (Крис Зилка) — Джейк родился в 1992 году в семье молодой пары — Сары и Ричарда Армстронг. Он — старший брат Ника Армстронга, а после смерти Ника возвращается и становится соседом Кэсси Блейк, маг. Очаровательный и чертовски привлекательный Джейк присоединяется к группе охотников на ведьм, известных как «Правоверные», так как считает, что его родителей и весь предыдущий круг сгубила неуемная жажда магии. Приезжает в Ченс Харбор, чтобы убить всех членов круга, но, когда узнает, что в Кэсси есть темная магия, меняет своё решение. Джейк чувствует сильную привязанность к Кэсси и, поначалу, даже чувствует взаимность. После того как охотники её поймали, помогает Кэсси бежать и уплывает с охотниками. Позже возвращается в Ченс Харбор, чтобы следить и оберегать Кэсси и уже окончательно становится частью круга, вместо Ника. Еще долгое время безответно страдает по Кэсси, даже вступает в союз с её отцом, но, к концу сезона Джейк переключает своё внимание на Фэй, с которой в прошлом его связывали романтические отношения и которая до сих пор его любит[9].

### Второстепенный состав
- Чарльз Мид (Гейл Харольд) — отец Дианы Мид. Вместе с Дон Чемберлен преследует цель восстановить их магическую силу, которой были лишены старейшинами после пожара 16 лет назад. Устроил пожар в котором погибла Амелия Блейк, мать Кэсси, для того чтобы Кэсси приехала в Ченс Харбор к своей бабушке и новый круг замкнулся. Также случайно убил бабушку Кэсси, не зная, что Джон Блэквелл подменил свой кувшин на её. Узнав, что Диана — дочь Блэквелла, очень страдал и, чтобы доказать дочери свою любовь и искупить ошибки прошлого, поглотил демонов Эбена и утопился, чтобы уничтожить их вместе с собой. В конце серии оказывается что он не утонул, и его мать накладывает на него заклятье, которое парализует его и не даёт демонам управлять им[10][11].
- Дон Чемберлен (Наташа Хенстридж) — бывший член Круга, нынешний директор школы, а также мать Фэй. Вместе с Чарльзом Мидом пытается найти способ вернуть свою магическую силу, не останавливаясь ни перед чем — все идеи убийств исходят, в основном, от Дон. После своего неожиданного визита к невестке, свекор Дон — Генри Чемберлен — узнает, что она и Чарльз Мид используют запрещенные кристаллы, чтобы колдовать, и угрожает рассказать об этом старейшинам, после чего Дон хладнокровно убивает его. Дон испытывает неоднозначные чувства к Джону Блэквеллу ещё со времен предыдущего круга[12].
- Джейн Блейк (Эшли Кроу) — бабушка Кэсси и мать Амелии Блейк, ведьма старшего поколения. Помогает Кэсси в колдовских делах после того, как девушка доверилась ей. Погибает по вине Чарльза Мида из-за того, что Джон заменил свой колдовской сосуд на сосуд Джейн[13].
- Итан Конант (Адам Харингтон) — бывший член Круга, а также отец Адама Конанта. Итан любил Амелию, но она выбрала отца Кэсси — Джона Блеквелла. Итан женился на Кэтрин и у них родился сын Адам. После того, как умерла его жена, и Амелия покинула Ченс Харбор, Итан стал алкоголиком, при этом растил сына в одиночку. Выясняется также, что Итан тоже косвенно виновен в произошедшем на пароме, так как это именно он «сдал» Блэквелла охотникам и поэтому остальных убили[8].
- Ли ЛаБек (Грей Деймон) — практикующий магию вуду. Изначально помогает Фэй вернуть её индивидуальную силу, испытывает к ней романтические чувства. Но, как выясняется позже, Ли имеет свой собственный интерес в этом деле, а именно: с помощью сил Фэй он хочет вернуть к жизни свою бывшую возлюбленную Еву, которая пребывает в коме от передозировки наркотика «Дух Дьявола». Но, когда ему это удается, он понимает, что ему нужна Фэй и бросает Еву. Взбешенная девушка с помощью силы Фэй убивает Ли.
- Джон Блэквелл (Джо Ландо) — отец Кэсси и Дианы. Долгое время считался погибшим при пожаре на пароме 16 лет назад. Обладает темной магией, так как является потомком первых темных магов — Балкойнов. Появляется в середине сезона с благородной целью защитить Кэсси от охотников. По вине Джона умирает бабушка Кэсси — Джейн, так как он подменил кувшин смерти, который она приготовила для него, на её собственный. После того, как глава клана охотников — Эбен — поглощает демонов, Джон побуждает круг пойти против охотников войной, для чего им нужно найти и собрать древнейший могущественный артефакт силы «Кристаллический череп». Позже, становится понятно, что планы Джона Блэквелла отличаются от того, что он рассказывал кругу. Дедушка Джейка — Ройс Армстронг — рассказывает, что Блэквеллу от предыдущего круга нужно было только одно — дети, в которых будет течь его кровь. Блэквелл хочет, с помощью Кристаллического черепа, убить всех ведьм, в которых нет крови Балкойнов и составить «чистый» круг — из шести своих детей, в том числе в него должны входить Диана и Кэсси. Почти осуществил свой план, но в последний момент был убит силой Дианы и Кэсси, обращенной против него самого.
- Амелия Блейк (Эмили Холмс) — мать Кэсси Блейк. Уехала с новорожденной Кэсси из Ченс Харбора много лет назад, после страшного пожара, в котором погибла половина её Круга. Убита Чарльзом Мидом[8].
- Каллум (Майкл Грациадей) — как и Ли практикует вуду, является поставщиком наркотика «Дух дьявола». Преследует Мелиссу после того, как узнает, что она — ведьма. Пытался похитить один из кристаллов, но был остановлен Кэсси, после чего Джейк «заклеймил» его и изгнал из Ченс Харбора.
- Исаак (Джей Ар Борн) — охотник на ведьм, долгое время манипулировал чувствами Джейка, обманывая его насчёт смерти родителей. Был убит Эбеном, так как не разделял его методов и не одобрял использование магии.
- Грант (Тим Филлипс) — австралиец, прибывший в Ченс-Харбор, где он познакомился с Дианой.

## Сезоны
| Сезон | Сезон | Эпизоды | Оригинальная дата показа | Оригинальная дата показа |
| Сезон | Сезон | Эпизоды | Премьера сезона          | Финал сезона             |
| ----- | ----- | ------- | ------------------------ | ------------------------ |
|       | 1     | 22      | 15 сентября 2011         | 10 мая 2012              |

## Список эпизодов

### 1 сезон (2011 — 2012)
| № | Название                     | Режиссёр        | Автор сценария                 | Дата премьеры    | Произв. код | Зрители в США (млн) |
| --- | ---------------------------- | --------------- | ------------------------------ | ---------------- | ----------- | ------------------- |
| 1 | «Пилот» «Pilot»              | Лиз Фридлендер  | Телесценарий: Эндрю Мюллер     | 15 сентября 2011 | 296808      | 3,05                |
| Кэсси Блейк была обычной счастливой девушкой, пока её мать Амелия не погибла при трагических обстоятельствах во время пожара. Осиротевшая и опечаленная Кэсси переезжает к своей доброй и любящей бабушке Джейн в красивый городок Ченс Харбор, штат Вашингтон, город, который её мать покинула несколько лет назад, - казалось, что жители там знают больше о Кэсси, чем она сама. Кэсси знакомится с новыми одноклассниками, включая приторно-добродушную Диану и её привлекательного парня Адама, задумчивого одиночку Ника, эмоциональную Фэй и её закадычную подругу Мелиссу, а затем начинают происходить странные и пугающие вещи. Когда её новые друзья объясняют, что все они произошли от могущественных ведьм и ждут, чтобы Кэсси присоединилась к ним и завершила новое поколение Тайного Круга, Кэсси отказывается им верить – до тех пор, пока Адам не показывает ей, как открыть её невероятную волшебную силу. Но как только в детской комнате мамы, в старой книге заклинаний с кожаным переплетом, Кэсси находит сообщение от неё, она понимает своё истинное и опасное предназначение. Чего Кэсси и остальные пока не знают – то, что темные силы в игре, силы, которые, должно быть, связаны со взрослыми в городе, включая отца Дианы и мать Фэй, и что смерть матери Кэсси, возможно, не была случайной. |                              |                 |                                |                  |             |                     |
| 2 | «Связь» «Bound»              | Лиз Фридлендер  | Кевин Уильямсон и Эндрю Миллер | 22 сентября 2011 | 2J6252      | 2,12                |
| Пытаясь отдалить себя от Круга и обрести нормальную подростковую жизнь в Ченс Харборе, Кэсси заводит дружбу с Салли Мэттьюс, которая не является ведьмой.Озабоченная тем, что сила выходит из под контроля, Диана уговаривает всех ограничить Круг в действиях, но Фэй радуется росту своей силы и отказывается участвовать. Мелисса флирутет с Ником, игнорируя предупреждения и угрозы Фэй. В это время Адам борется со своими растущими чувствами к Кэсси, но обстоятельства сталкивают их все время друг с другом, что заставляет Кэсси принять решение. |                              |                 |                                |                  |             |                     |
| 3 | «Одиночка» «Loner»           | Колин Бакси     | Ричард Хэйтем                  | 29 сентября 2011 | 2J6253      | 2,12                |
| Адам ревнует Кэсси, когда та приходит с ухажером на школьные танцы – привлекательный парень по имени Люк приглашает Кэсси на школьные танцы, и после того, как она видит, как Адам и Диана проводят время вместе, девушка принимает его приглашение. Мелисса видит в танцах отличную возможность сблизиться с Ником. Фэй идти не собирается, она пытается сконцентрироваться на контроле своих сил. Дон узнает что кое-кто из прошлого - яркий мужчина по имени Захари - находится в городе и задает вопросы о Кэсси и Круге, и она просит Чарльза за ним последить. |                              |                 |                                |                  |             |                     |
| 4 | «Хэзер» «Hather»             | Дэйв Баррет     | Дэвид Эрман                    | 6 октября 2011   | 2J6254      | 1,96                |
| Кэсси пытается исправить зло из прошлого своей матери. Она находит старую подругу своей матери по имени Хэзер Беймс и выясняет, что она находится в кататоническом состоянии со времен ночи огня 16 лет назад. Чувствуя свою вину из-за того, что, возможно, её мать и Круг причастны к этому, Кэсси говорит Диане, что хочет воспользоваться магией, чтобы помочь Хэзер. Диана отказывается помочь, но Фэй рада наложить заклинание – не безвозмездно, конечно. |                              |                 |                                |                  |             |                     |
| 5 | «Слизняк» «Slither»          | Лиз Фридлендер  | Дэна Баратта                   | 13 октября 2011  | 2J6255      | 1,88                |
| Разрываясь между преданностью Кругу и верностью своей семье, Кэсси упорно борется со своим желанием рассказать все секреты бабушке. Ник приходит в замешательство, когда Мелисса меняет свою позицию и принимает его помощь в нахождении Книги Теней своей семьи. Фэй тоже принимает в этом участие, но она не очень-то рада быть третьей лишней. Диана очень хочет провести время с Адамом наедине, и она организует ночное свидание, чтобы они смогли вновь разжечь огонь своих отношений, но все шестеро нужны, чтобы сразиться с темной силой, которая может разрушить Круг изнутри. Совсем не подозревая о новой опасности, надвигающейся на детей, Дон присоединяется к Чарльзу, чтобы продолжить исполнение их планов в отношении Круга, но она удивлена, когда узнает, что у Чарльза на уме не только бизнес. |                              |                 |                                |                  |             |                     |
| 6 | «Пробуждение» «Wake»         | Гай Би          | Андреа Ньюман                  | 20 октября 2011  | 2J6256      | 2,11                |
| Фэй обдумывает план мести, когда в Чанс Харбор возвращается её бывший парень. Когда Джейк, загадочный молодой человек, показывается в Чанс Харборе, он понимает, что многое изменилось с момента его последнего визита. Например, Фэй, которую он бросил, узнала, что она ведьма и теперь хочет свести счеты с красавчиком, который разбил ей сердце. Чтобы запутать все еще больше, он решил приударить за очаровательной Кэсси, во многом ради беспокойства Адама и Фэй. |                              |                 |                                |                  |             |                     |
| 7 | «В маске» «Masked»           | Чарльз Бисон    | Майкл Ловретта                 | 27 октября 2011  | 2J6257      | 2,31                |
| Решив, что Круг должен развлечься, Фэй убеждает Кэсси организовать большую вечеринку на Хэллоуин. Намереваясь вернуть Джейка, Фэй надевает костюм. После ссоры с Дианой, Адам обращается к Кэсси за советом. Между тем, опасные и незваные гости нацелились на Круг. |                              |                 |                                |                  |             |                     |
| 8 | «Вниз» «Beneath»             | Джон Фосетт     | Дон Уайтхэд и Холли Хэндэрсон  | 3 ноября 2011    | 2J6258      | 2,26                |
| Кесси с членами круга и Джейком едет в загородный дом, где проживает дедушка Фэй, чтобы выяснить, куда пропала её бабушка. Приехав на место, у Фэй начинаются видения, которые также затрагивают и Кэсси. Адам пытается наладить отношения с Дианой, занимаяясь с ней сексом. Джейк старается узнать как можно больше о причинах могущества Кэсси. С помощью своей особой силы Кэсси находит труп деда Фэй. Диана окончательно разрывает отношения с Адамом. Чарльз решает оставить найденный кристалл у себя вопреки мнению Доун. С помощью кристалла Чарльз стирает воспоминания Джейн и отвозит её обратно в город. |                              |                 |                                |                  |             |                     |
| 9 | «Балкоин» «Balcoin»          | Брэд Тёрнер     | Эндрю Миллер и Андреа Ньюман   | 10 ноября 2011   | 2J6259      | 2,17                |
| После смерти дедушки Фэй, её мать устраивает благотворительный вечер. Все герои собираются туда. Мелисса идет со своим двоюродным братом Холденом, в которого раньше была влюблена Диана. Фэй приглашает Адама, но они идут как друзья, так как Фэй случайно увидела, что Кэсси пригласила Джейка в заброшенный дом, их убежище, и Джейк вел себя подозрительно, и теперь Фэй, как и Адам, не доверяет ему. Кэсси приглашает Джейка на вечер, но он весьма грубо отказывает ей, девушка небезразлична ему, но он связан с группой охотников, которые решают уехать в этот день и приказывают Джейку подчинится. Кэсси пытается выяснить у бабушки, что она помнит о Джоне Блэквелле, но после того, как над пожилой женщиной было проведено магическое вмешательство, её сознание путается. Она думает что старейшина Генри ещё жив, и принимает Кэсси за свою дочь Амелию. Джейк все-таки решает пригласить Кэсси на вечер. Во время вечеринки его вызывает Исаак и приказывает привести Кэсси на борт лодки, они хотят увезти её, чтобы использовать в своих интересах. Адам видел эту встречу, он и Фэй пытаются предотвратить похищение Кэсси. |                              |                 |                                |                  |             |                     |
| 10 | «Тьма» «Darkness»            | Крис Грисмер    | Дэвид Эрман                    | 5 января 2012    | 2J6260      | 2,05                |
| Кэсси рассказывает Адаму, что в ней есть темная магия, и просит его никому ни говорить. Тем временем к Диане приезжает её бабушка Кейт, которая в свою очередь знает все о Кэсси Блейк. Диана случайно видит, как Адам в интернете изучает темную магию, он пытается соврать ей, но уже очевидно что он это делает для Кэсси. В это время Кэсси приходит к ним, и слышит, как Адам говорит о ней Диане. Она решает, что она не должна была ему доверять, и нечаянно душит его силой мысли. Бабушка Кейт решает провести над Кэсси ритуал изгнания из неё темной стороны, но лжет, и пытается убить её, засунув в гроб. С помощью магии Кэсси «вылетает» из земли вместе с гробом. В то время Фэй и Мелисса находят в интернете Ли ЛаБека, парня-вуду, который может помочь им приобрести индивидуальную магию. Они идут к нему, и он тоже совершает ритуал над Фэй, сказав, что уже завтра она сможет колдовать сама. Проверив магию на следующий день, Фэй обнаруживает, что ритуал не сработал, и идет ворошить его гараж. Ли предлагает Фэй сделку. |                              |                 |                                |                  |             |                     |
| 11 | «Огонь/Лёд» «Fire/Ice»       | Джошуа Батлер   | Дон Уайтхэд и Холли Хэндэрсон  | 12 января 2012   | 2J6261      | 1,93                |
| Диана сообщает Кэсси, что она собирается на вечер танцев под названием «Огонь и Лед», и решает изменить цвет своего синего платья на красный с помощью магии. Кэсси нечаянно сжигает это платье. Около школы их встречает Мелисса, и просит Диану дать ей работу в подготовки к вечеру танцев. В это время Адам предлагает Кэсси залезть в городской архив, чтобы найти местоположение, где жил её отец. Вместе они открывают то, что отец Кэсси жил в том самом заброшенном доме. где собирается Круг. Но Также Адам предлагает Кэсси пойти вместе с ним на танцы, но она дает отказ, объясняя этим то, что не хочет предавать Диану. Позже Кэсси находит необычный символ в подвале дома. Она решает поискать информацию в своей Книге Теней, но ужасается, когда видит, что одна страница вырвана. Она думает что это Фэй, и просит её ей отдать. Фэй же снова кое-что замышляет: она хочет «украсть» темную магию Кэсси с помощью заклинания, в котором ей поможет Ли. Диана говорит Мелиссе, что она все ещё скучает по Адаму, но ей нужно найти новую любовь, и тогда она приглашает потанцевать парня по имени Арон. Фэй и Ли совершают заклинание, но в этом время Мелиссе, Адаму и Диане становится плохо при каждом колдовстве Фэй. Оказалось, что силы Кэсси слишком сильны, и Фэй забрала силы Круга. Она просит Ли вернуть все как было, но вместо этого она поджигает зал для танцев. В конце концов, Фэй сообщает Ли, что ушла из Круга. А Кэсси и Адам, находясь одни в подвале заброшенного дома, совершают свой первый поцелуй. Но и этот поцелуй прерывается, когда Джейк возвращается в город… |                              |                 |                                |                  |             |                     |
| 12 | «Свидетель» «Witness»        | Эгиль Эгилссон  | Дэна Баратта                   | 19 января 2012   | 2J6262      | 1,63                |
| Джейк сообщает Кэсси, что будучи ребёнком, он был на пароме в день гибели родителей и видел некоторые детали, но не может их вспомнить. С помощью заклинания он и Кэсси возвращаются в его памяти к тому злополучному дню. Кэсси узнаёт новые подробности о пожаре, унёсшем жизни членов предыдущего круга, а также что её отец остался жив после того инцидента. Фэй знакомится с подозрительным другом Ли по имени Каллум, который даёт ей необычное растение под названием «Дух Дьявола», которое расширяет сознание и высвобождает силу. Дон пытаясь манипулировать Итаном, хочет отобрать кристалл у Чарльза. Но действия Итана выходят из-под её контроля. Он забирает кристалл себе и не торопится показывать его Доун. Адам узнаёт, что отец был на пароме в день пожара, но тот все время говорил ему об обратном. Кэсси находит на пароме медальон который спас её отца в день пожара. Она и Джейк идут на кладбище и обнаруживают что вместо отца Кесси в гробу похоронена собака. |                              |                 |                                |                  |             |                     |
| 13 | «Медальон» «Medallion»       | Лиз Фридлендер  | Эндрю Миллер и Андреа Ньюман   | 2 февраля 2012   | 2J6270      | 1,74                |
| Адам ревнует Кэсси к Джейку. К ней в это время приходит нежданный гость — Люси Гиббонс, экстрасенс, которая была на пожаре 16 лет назад. Она говорит Кэсси, что охотники на ведьм вернулись в город. Тем временем Фэй даёт Мелиссе «Дух Дьявола» — наркотик, который расширяет сознание и высвобождает силу, а Итан просит Диану помочь ему с вечеринкой, посвященной Дню рождения Адама. Кэсси и Джейк навещают Люси, и спрашивают её, как активировать медальон. После их визита к Люси приходит Дон, которая угрожает Люси: или она убьет её, или Люси найдёт семейные кристаллы. Кэсси ужасается, когда не находит медальон в камине. Она подозревает Адама в краже. На празднике он отдает ей его, но требует спросить у Джейка, убивал ли он хоть одну ведьму. Джейк промолчал, тем самым расстроив Кэсси. Фэй приглашает Каллума на праздник, и ему похоже, понравилась Мелисса, а он — ей. Чарльз усыпляет Итана и крадёт кристалл. Люси приходит к Дон и ранит её ножом в живот. Позже Люси идёт «помогать Кругу». Она говорит им встать в круг и произнести заклинание, но этим медальон забирает у них силу. Кэсси и Круг узнают об этом. Кэсси вспоминает заклинание для медальона, активирует его и под страхом смерти для Люси, узанаёт у той, что её отец жив и прогоняет из города. После этого Джейк зовёт к себе Фэй, и между ними вспыхивает страсть. Эбен убивает Люси. Чарльз с помощью кристалла вылечивает Дон. |                              |                 |                                |                  |             |                     |
| 14 | «День Валентина» «Valentine» | Дэйв Баррет     | Роджер Грант                   | 9 февраля 2012   | 2J6271      | 1,82                |
| После ночи с Джейком Фэй пытается нагрубить ему, но ничего не получается. В этот день все празднуют День Валентина, и Фэй приглашает к себе на девичник Мелиссу, которая также зовёт Кэсси и Диану. В это время Адам приглашает на свидание Кэсси. На вечеринке Диана и Мелисса принимают наркотик — Дух Дьявола, и у Мелиссы случается передозировка. Но подруги спасают её. Кэсси, после неудавшейся вечеринки, уезжает к Адаму, но попадает в аварию, случившуюся по вине преследующих её призраков клана ведьмаков Недарос, которых убил её отец Джон Блейк. На помощь Кэсси приезжает Адам и Джейк. Они вселяются в тело Адама, когда видят, что Кэсси не хочет отдавать медальон отца, но Кэсси раздавливает медальон, и призраки исчезают. В конце-концов Джейк приносит Айзеку обломки от медальона, но тот так и не сказал, зачем действительно ему нужен был медальон. Кэсси и Адам всё же встречаются на лодке и целуются. Ли приходит с чучелом куклы к Еве, его бывшей девушке, которая долго лежит в коме от «Духа дьявола». |                              |                 |                                |                  |             |                     |
| 15 | «Возвращение» «Return»       | Брэд Тёрнер     | Дэвид Эрман                    | 16 февраля 2012  | 2J6271      | 1,71                |
| Кэсси ошеломлена, когда кое-кто злой из её прошлого показывается на пороге её дома. Однако её удивление перерастает в подозрение, когда он просит её вернуть медальон, который она нашла в обломках после пожара, который унес жизни родителей круга. Кэсси убегает в бешенстве, но её ловит Эбен и его банда охотников на ведьм. Джейк предлагает себя в обмен на освобождение Кэсси, и когда Адам понимает, что они в беде, он зовет Круг. В это время Фэй и Диана обеспокоены тем, что Мелисса начинает проводить больше времени с Каллумом. |                              |                 |                                |                  |             |                     |
| 16 | «Счастливчик» «Lucky»        | Джошуа Батлер   | Кэти Вех                       | 15 марта 2012    | 2J6266      | 1,62                |
| Кэсси замечает отца, шатающегося возле заброшенного дома. После того, как Адам доверяется Кэсси, говоря, что Блэквелл искал устройство для отвода ведьм, то становится ясно, что он снова принялся за старое. Фэй приходит к Ли домой, чтобы пригласить его на школьный вечер сбора средств, но она шокирована, когда на пороге её встречает Ева, утверждая, что она — его девушка. Тем временем Мелисса даёт совет Диане провести нормальный вечер с новеньким красивым парнем в городе. Дон встречает Блэквелла в школе, но встреча оказывается не той, какую она ожидала. |                              |                 |                                |                  |             |                     |
| 17 | «Проклятье» «Curse»          | Джон Фоусет     | Дон Уайтхэд и Холли Хэндэрсон  | 22 марта 2012    | 2J6267      | 1,72                |
| Блэквелл предупреждает Кэсси и Адама, что их любовь может быть судьбой, но так же и проклятьем. Он предлагает им навестить бабушку Кэсси, чтобы узнать у неё о проклятье. Джейн предупреждает Кэсси, что если проклятье начнёт действовать, то кто-нибудь из Круга погибнет. Тем временем Ева начинает преследовать Фэй. Фей разбирается с Евой и выясняет, что её силу с помощью тотема Ли отдал Еве. Фей ломает вуду, передающий силу, и тем самым возвращает её себе. Позже выясняется, что у Блеквелла есть сила, но очень маленькая, которой он смог сотворить умерших ворон над домом Кесси. Кесси поверила в проклятье и выпила зелье вместе с Адамом, чтобы спасти Джейка. Оно подействовало только на Адама, а Кесси до сих пор любит возлюбленного. Чарльз делает следующий шаг против от Блэквелла. |                              |                 |                                |                  |             |                     |
| 18 | «Жертва» «Sacrifice»         | Ник Копус       | Дэвид Эрман                    | 29 марта 2012    | 2J6268      | 1,33                |
| К Джейку с неожиданным визитом наведывается его старый знакомый, Сэмюэль — охотник на ведьм, у которого есть послание для Блэквелла, которое касается следующего неожиданного шага Эбена. Тут вмешивается Кэсси и заставляет Сэмюэля всё рассказать, и она потрясена тем, что узнает о том, что Эбен пытается возродить. В это время Диана расстроена тем, что секрет о том, кем она является, создаёт барьер между ней и Грантом. Фэй и Мелисса соглашаются выручить Адама в баре, взамен они хотят, чтобы он помог им использовать магию для улучшения их личной жизни. |                              |                 |                                |                  |             |                     |
| 19 | «Кристалл» «Crystal»         | Омар Мадха      | Мика Шрафт                     | 19 апреля 2012   | 2J6269      | 1,14                |
| Чтобы защитить себя от охотников на ведьм, Джейк, Кэсси и Фэй пытаются отыскать дедушку Джейка — Ройса, чтобы найти его семейные кристаллы, и они сталкиваются с неприятными версиями событий 16-летней давности. В это время Диана пытается как-то совместить поиски кристалла Глейзеров вместе с Мелиссой и Адамом со своей романтической жизнью с Грантом, который хочет знать, что она скрывает. В то же время Каллум пытается заново проникнуть в жизнь Мелиссы. Чарльз и Джейн обдумывают свои действия против Блэквелла. |                              |                 |                                |                  |             |                     |
| 20 | «Предатель» «Traitor»        | Эгиль Эгилссон  | Роджер Грант и Кэти Вэч        | 26 апреля 2012   | 2J6270      | 1,15                |
| Когда кристалл магическим образом крадут из заброшенного дома, Круг решает, что это был предатель, который работает с Эбеном, поэтому Джейк назначает встречу с Исааком, чтобы узнать можно ли переманить его на свою сторону. Открытое владение Кэсси темной магией угрожает разрушить любой возможный союз, когда поиски предателя приводят их в «самое жуткое место на земле». Тем временем Фэй и Джейк работают вместе над похищением кристалла Дон, а Мелисса и Адам вместе открывают новый магический трюк. А в это время расстроенная Диана обращается за помощью к Чарльзу. |                              |                 |                                |                  |             |                     |
| 21 | «Школьный бал» «Prom»        | Алекс Зарцевски | Холли Хэндэрсон и Дон Уайтхэд  | 3 мая 2012       | 2J6271      | 1,23                |
| В Ченс Харборе бал в честь конца учебного года, и после того, как Адам узнаёт, что есть кристалл, спрятанный в школе, Блэквелл говорит Кэсси, что та может использовать свою тёмную силу, чтобы его найти. Кэсси следует этому совету, что приводит её к опасному открытию. В это время Фэй приглашает Джейка на бал, несмотря на то, что он кинул её два года назад. Адам, Диана, Кэсси и Мелисса, наконец, появляются на празднике, но когда Эбен забирает у них кристаллы, они оказываются в роковой ситуации. В это время Дон пытается остановить Блэквелла, который накладывает ужасное заклинание на Чарльза. |                              |                 |                                |                  |             |                     |
| 22 | «Семья» «Family»             | Дэйв Барретт    | Эндрю Миллер и Андреа Ньюман   | 10 мая 2012      | 2J6272      | 1,28                |
| После того, как на Фэй нападают охотники на ведьм, Джейк, Мелисса и Адам собираются её спасти. Блэквелл говорит Кэсси и Диане, что единственный способ остановить охотников — использовать кровь Балкойна, чтобы активировать Кристаллический Череп. Диана сомневается, но Кэсси убеждает её, что только таким способом они могут помочь подруге, но для этого ей придется использовать свою темную магию. В это время Дон и Чарльз наталкиваются на новый способ возвращения силы…но цена очень высока. |                              |                 |                                |                  |             |                     |

## Реакция

### Приём критиков
Пилотный эпизод получил смешанные отзывы от критиков. Обозреватель The Washington Post дал шоу низший бал, назвав его «проклятьем». Тем не менее некоторые критики хорошо отозвались о выступлении Фиби Тонкин в шоу.

### Рейтинги
Пилотный эпизод привлек более 3 млн зрителей. Второй эпизод потерял треть зрителей, собрав 2,12 млн. Последующие эпизоды продолжали терять аудиторию, и 19 эпизод достиг минимума в виде 1,14 млн зрителей.